# Clubiona subtrivialis
Clubiona subtrivialis là một loài nhện trong họ Clubionidae.
Loài này thuộc chi Clubiona. Clubiona subtrivialis được Embrik Strand miêu tả năm 1906.